# Halimede (satelit)
Halimede /ha.li'me.de/, sau Neptun IX, este un satelit retrograd neregulat al lui Neptun. A fost descoperit de Matthew J. Holman, John J. Kavelaars, Tommy Grav, Wesley C. Fraser și Dan Milisavljevic pe 14 august 2002. 

## Nume

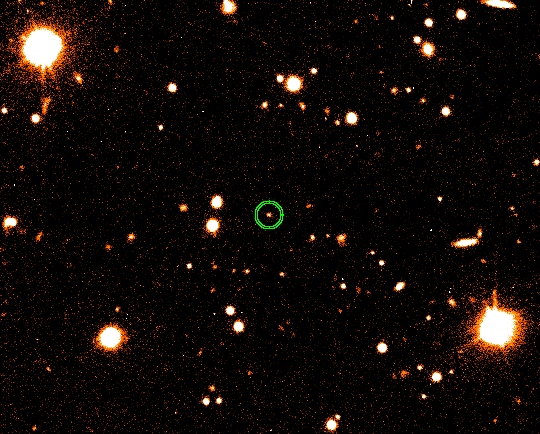
Halimede fotografiat de Very Large Telescope în timpul observațiilor ulterioare din 3 septembrie 2002

Halimede, ca mulți dintre sateliții exteriori ai lui Neptun, poartă numele uneia dintre Nereide, cele cincizeci de fiice ale lui Nereus și Doris. Înainte de anunțarea numelui său pe 3 februarie 2007 (IAUC 8802), Halimede era cunoscut sub denumirea provizorie S/2002 N 1.

## Orbită

Sateliți neregulați ai lui Neptun.

Halimede are a doua cea mai excentrică și a treia cea mai înclinată orbită în jurul lui Neptun. Acest lucru este ilustrat pe diagramă în relație cu alți sateliți neregulați ai lui Neptun. Sateliții de deasupra axei orizontale sunt prograzi, sateliții de sub ea sunt retrograzi. Segmentele galbene se extind de la pericentru la apocentru, arătând excentricitatea. De asemenea, merită menționat faptul că Sao și Laomedeia sunt similari cu Halimede, dar ambii au orbite prograde spre deosebire de Halimede care are o orbită retrogradă. 

## Caracteristici fizice
Halimede are un diametru de aproximativ 62 de kilometri (presupunând un albedo de 0,04) și apare neutru (gri) în lumina vizibilă. Având în vedere culoarea foarte asemănătoare a satelitului cu cea a lui Nereid împreună cu probabilitatea mare (41%) de coliziuni în perioada de viață trecută a Sistemului Solar, s-a sugerat că satelitul ar putea fi un fragment al lui Nereid. 